# Jacques Sully Brunet
Pour les articles homonymes, voir Brunet.
Cet article possède un paronyme, voir Jacques Brunet.
Jacques Sully Brunet est un avocat, magistrat et homme politique français né le 3 novembre 1794 à Saint-Denis de l'île Bourbon et mort le 6 janvier 1858 à Paris.

## Biographie
Jacques Sully Brunet grandit sur une habitation coloniale de l'île Bourbon. Après avoir suivi sa scolarité élémentaire à Saint-Denis, il commence à travailler chez des négociants de la ville, l'île ne disposant pas encore d'établissement d'enseignement secondaire, le collège royal n'étant fondé qu'en 1819. En 1811, à la suite de la prise de la colonie, le jeune homme refuse de prêter serment d'allégeance aux Anglais et se voit sommé de quitter Bourbon pour la France continentale, en compagnie d'une centaine de Créoles. Il s'installe à Paris, où il est embauché comme apprenti comptable. En parallèle, il suit des études de droit. 
Après avoir obtenu sa licence en France, il est nommé en 1816 conseiller auditeur de l'île Bourbon, où il débarque l'année suivante avec le nouveau procureur général du roi, Louis Gilbert Boucher. En novembre 1817 éclate l'affaire de Furcy, qui conteste son statut d'esclave auprès de son maître Joseph Lory. Rattaché au parquet, Sully Brunet accepte d'entendre la requête de Furcy, ce qui lui vaut d'être suspendu de ses fonctions et éloigné du chef-lieu pour plusieurs mois. Il conteste par lui suite cette mesure.
À la fin de l'année 1818, sa sanction est levée et il décide d'embrasser une carrière d'avocat qui dure une dizaine d'années. Son activité au barreau et son mariage avec Françoise Félicité Boussu lui offrent une aisance financière qui lui permet d'acquérir et de vendre de multiples habitations sur lesquelles travaille une abondante main-d'œuvre servile.
Sa santé précaire l'oblige à se rendre en France continentale en 1830 avec sa famille. Il lègue la clientèle de son cabinet à son frère cadet Auguste Brunet. À Paris, il assiste aux Trois Glorieuses. Il développe dans la capitale un réseau qui le rapproche des milieux qui s'occupent des affaires coloniales. Lorsque la loi du 24 avril 1833 octroie aux colonies un conseil colonial élu au suffrage censitaire, il décide de rentrer à Bourbon dans l'espoir d'être un acteur de cette nouvelle institution politique. Il est élu membre et bientôt délégué dudit conseil.
Sully Brunet repart en France en 1834. Désormais doté d'un mandat officiel, il participe aux débats sur les colonies françaises dont la question cruciale porte sur l'abolition de l'esclavage. Pourtant grand propriétaire d'esclaves, il se positionne peu à peu en faveur de l'affranchissement général, notamment par la publication en 1840 d'un plan d'abolition, ce qui lui vaut la perte de son mandat de délégué du conseil colonial de Bourbon. 
Aux élections de 1851-1852, il est élu député de La Réunion au parlement, mais il n'est jamais admis à la Chambre, l'élection n'ayant pas été validée à la suite du coup d'État du 2 décembre 1851 de Louis-Napoléon Bonaparte et suppression de la représentation coloniale.
Propriétaire du domaine de La Réserve à Sainte-Marie, il est l'oncle de Louis Brunet et Dufour Brunet. Il est l'introducteur à La Réunion de la christophine, appelée localement « chouchou » et devenue depuis lors un ingrédient important de la gastronomie réunionnaise.

## Publications
- S. Brunet, Considérations sur le système colonial et plan d'abolition de l'esclavage, Impr. De F. Locquin, 1840.